# Lahore-Ahmadiyya-Bewegung

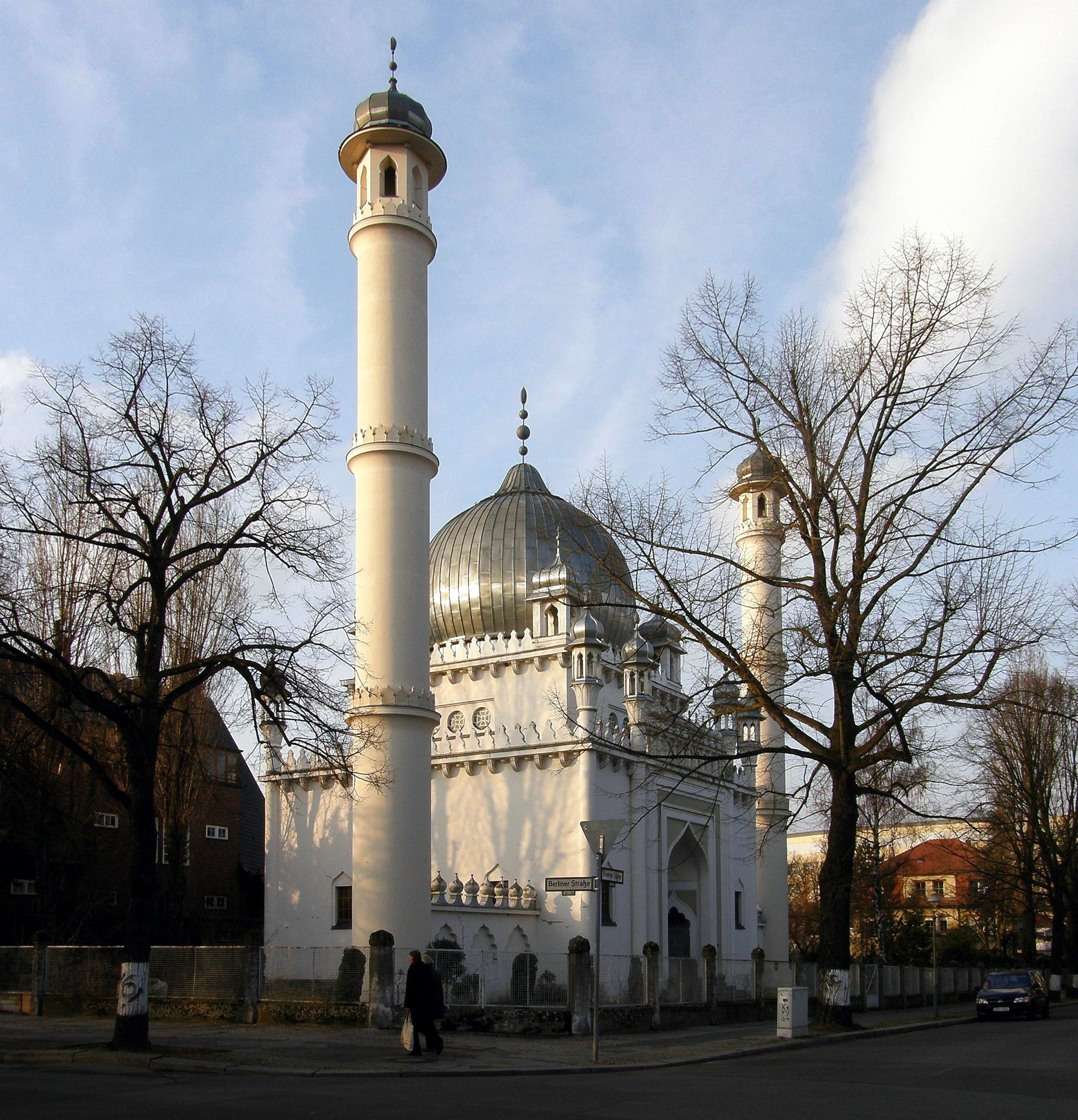
Wilmersdorfer Moschee, seit 1925 Zentrale der „Lahore Ahmadiyya-Bewegung“ in Deutschland

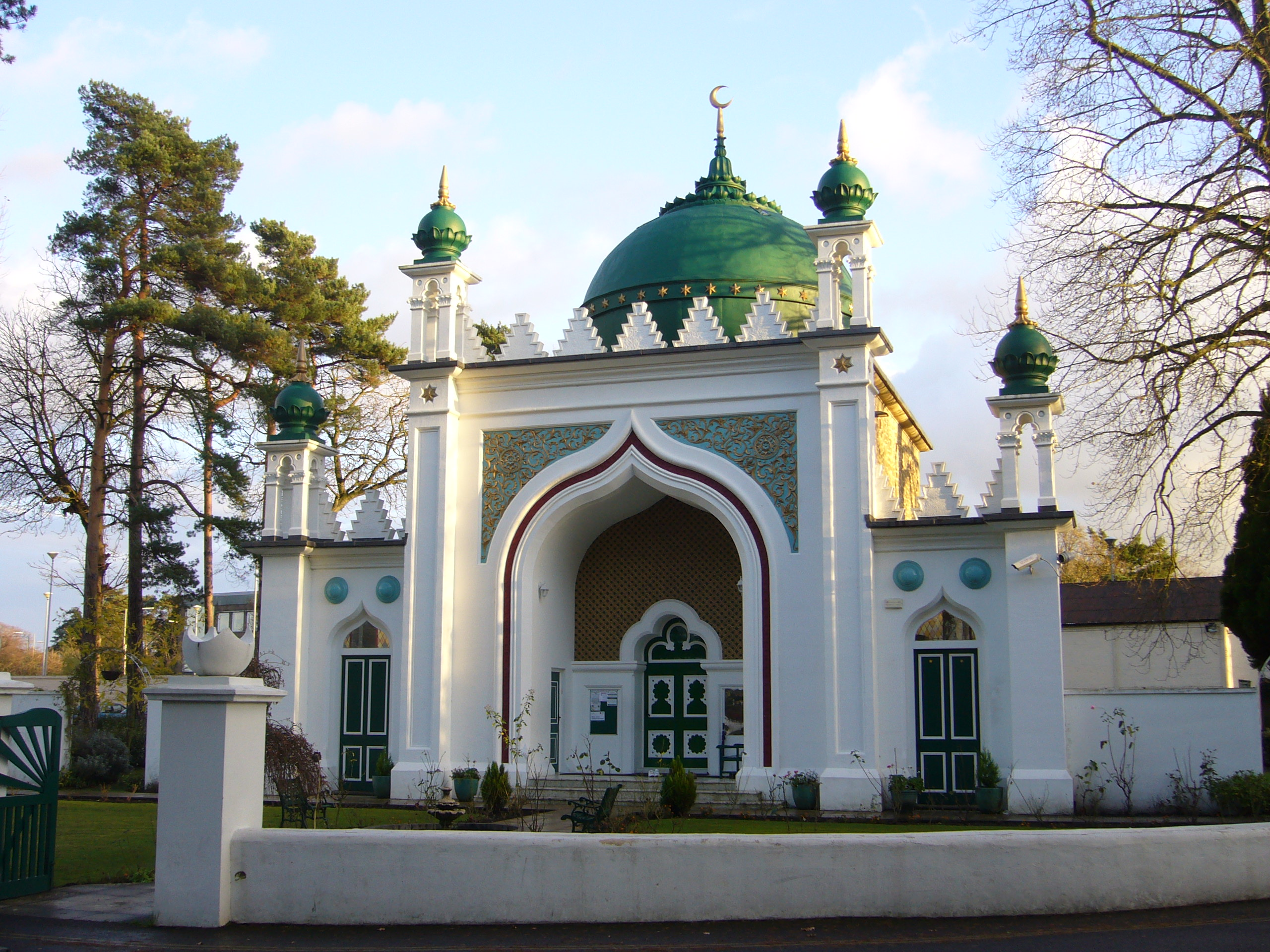
Shah-Jahan-Moschee in Woking, wurde von der „Lahore Ahmadiyya-Bewegung“ von 1913 bis Mitte der 1960er-Jahre betrieben.

Die Lahore-Ahmadiyya-Bewegung zur Verbreitung islamischen Wissens (Urdu أحمديه أنجمن اشاعت اسلام لاهور Ahmadiyya Andschuman-i Ischaʿat-i Islam Lahaur, DMG Aḥmadiyyah Anǧuman-i Išāʿat-i Islām Lāhaur, deutsch ‚Lahore Ahmadiyya-Bewegung für die Verbreitung des Islam‘; AAIIL) gründete sich, als Ergebnis eines Dissenses innerhalb der Ahmadiyya-Bewegung, nach dem Tode Nur-ud-Dins 1914, des ersten „Kalifen des Messias“, d. h. Nachfolgers des Gründers Mirza Ghulam Ahmad. Aus der Ahmadiyya-Bewegung ging neben der Lahore-Ahmadiyya-Bewegung die heute bedeutendere Ahmadiyya-Muslim-Gemeinschaft hervor.
Die sich selbst als Reformgemeinschaft verstehende Ahmadiyya entstand mitten in einer Vielzahl von Bildungsbestrebungen und Erneuerungsbewegungen der islamischen Welt am Ende des 19. Jahrhunderts, in einer Zeit als es in Britisch-Indien große Kontroversen zwischen christlichen Missionaren und islamischen Gelehrten gab. Neben Koran, Hadith und Sunna haben die Schriften und Offenbarungen des Gründers Mirza Ghulam Ahmad große Bedeutung.
Von der Ahmadiyya Muslim Jamaat grenzt sich die Lahore-Ahmadiyya-Bewegung durch die Ablehnung des als autokratisch empfundenen Kalifentums ab. Dazu wird der von der AMJ als Prophet verehrte Gründer Mirza Ghulam Ahmad als „Reformer“ und „Erneuerer“ verstanden.

## Führung
| Emire in Lahore | Imame (und Verwalter) in Deutschland |
| --- | --- |
| 1. Muhammad Ali (1914–1951) 2. Sadr-ud-Din (1951–1981) 3. Saeed Ahmad Khan (1981–1996) 4. Asghar Hameed (1996–2002) 5. Abdul Karim Saeed Pasha (seit 2002) | 1. Maulana Sadr-ud-Din, Gründer und Imam (1922) 2. Maulana Abdul Majid, Imam in Vertretung (1921) 3. Maulana Fazal Karim Durrani, Imam (1925) 4. Dr. S. Muhammad Abdullah, Imam (1928) 5. Dr. Mirza Aziz-ur-Rahman, Imam in Vertretung (1933) 6. Dr. Nazir-ul-Islam, Imam in Vertretung (1938) 7. Prof. Dr. Ahmad Galwash, amtierender Imam (ab etwa 1939) 8. Dr. Herbert und Lotte Gaedicke, Haus- und Vermögensverwalter (ab 1939) 9. Amina Alexandrine Mosler, Moscheeverwalterin (ab etwa 1939) 10. Muhammad Aman Herbert Hobohm, Imam (1949) 11. Abdul Aziz Khan, kommissarischer Imam (Februar 1959) 12. Maulana Muhammad Yahya Butt, Imam (Nov.1959) 13. Saeed Ahmad Chaudhry, Imam (1987) 14. Abdul Aziz, Imam in Vertretung (1987) 15. Riaz Ahmad Chaudhry, Imam (2004) 16. A.S. Abdul Santoe, kommissarischer Imam (ab 2002) 17. Muhammad Ali, Imam in Vertretung (ab 2005); Imam (ab 2007) |

## Motto
„Sei nicht traurig! Gott ist mit uns.“ („In-Allah-ha-Ma'anaa.“ [arabisch: inna 'llāha maʿanā]) aus Koranvers 9:40.

## Organisation
Die Lahore-Gruppe, von westlichen Ideen beeinflusst, wollte angeblich das Kalifat abgeschafft wissen. Sie hatte von Anfang an mehr den „Charakter eines Intellektuellenzirkels im Umfeld einer Zeitschrift“.

### Mitgliedschaft
Über eine formelle Mitgliedschaft ist nichts bekannt.
Nach Manfred Backhausen gab es in „ganz Deutschland 2006 nur eine Handvoll Lahore-Ahmadis“. Auch weltweit kommt ihr kaum noch Bedeutung zu.
Mit Publikationen und Missionsaktivitäten, besonders im englischsprachigen Raum, blieben sie jedoch bis heute aktiv.

### Rechtlicher Status
In Deutschland ist in Berlin der am 17. November 1990 entstandene Förderverein für die Wilmersdorfer Moschee, die „Gesellschaft zur Erhaltung der Moschee e. V.“ (Berlin VR 11145) registriert.

### Veranstaltungen
Vom 25. bis 27. Mai 2007 wurde eine Konferenz von der deutschen und niederländischen Sektion der AAIIL in der Wilmersdorfer Moschee abgehalten, an der auch der Präsident und Emir der weltweiten Gemeinschaft Abdul Karim Saeed Pasha und seine Frau Sahiba Saeed teilnahmen.

## Geschichte
Die Ahmadiyya Anjuman Isha'at-i-Islam Lahore entstand durch Abspaltung aus der Ahmadiyya-Bewegung als Ergebnis eines Dissenses über die „Kalifatfrage“ nach dem Tod Nur-ud-Dins 1914. Die Zentrale der Organisation ist die „Darus-Salam-Moschee“ in Lahore.

### Großbritannien
Die Lahore Ahmadiyya-Bewegung in Großbritannien und die Woking Muslim Mission.
Khwaja Kamal ud-Din war der erste Ahmadiyya-Missionar, erwarb die leerstehende Shah-Jahan-Moschee und eröffnete 1913 in Woking (nahe London) eine Missionsstation, von der Lahore Ahmadiyya-Bewegung bis in die 1960er Jahre unterhalten wurde. Maulana Muhammad Ali übersetzte im Jahr 1917 den Koran ins Englische.
1974 wurde in Tooting das „Ahmadiyya-House“ (Ortslage) gekauft. 1982 wurde in Wembley ein neues Zentrum „Dar us-Salam“ (Ortslage) eingerichtet.

### Deutschland
Die Lahore Ahmadiyya-Bewegung in Deutschland und die Berlin Muslim Mission.
Maulana Sadr-ud-Din und Maulvi Abdul Majid waren die ersten islamischen Missionare in Deutschland und 1922 schlossen sich in Berlin lebende Muslime aus 41 Nationen, vornehmlich Ahmadiyya-Anhänger, zur „Islamischen Gemeinde Berlin e. V.“ (Sitz Berlin-Charlottenburg) zusammen. Die Berliner Moschee (heute Wilmersdorfer Moschee) wurde in den Jahren 1924–1928 erbaut und ist seitdem die Zentrale der Gemeinschaft in Deutschland. Seit dem 22. März 1930 führte die Moscheegemeinde den Namen Deutsch-Muslimische Gesellschaft e. V. Mit dieser Umbenennung war ein ungewöhnliches Programm verbunden. Die neue Gemeinschaft nahm auch Christen und Juden als Mitglieder auf, was für die damalige Zeit ungewohnt war, und betrieb einen regen interreligiösen Dialog. Sadr ud-Din erstellte eine englische Koranübersetzung, die der Berliner Konvertit Hugo Marcus in die deutsche Sprache übertrug. Diese Übersetzung wurde 1939 veröffentlicht. Der Großteil der ersten Auflage verbrannte bei einem Bombenangriff auf Berlin.
Für zehn Jahre bildete die Berliner Moschee das Zentrum des Islams in Deutschland. Mit dem Zweiten Weltkrieg wurden die Aktivitäten unterbrochen und die Missionare kehrten nach London bzw. Lahore zurück. Nach dem Krieg verhinderte die isolierte Lage Berlins und in den 1960er Jahren der starke Zustrom von muslimischen Migranten, die ihre eigenen Hinterhofmoscheen einrichteten, dazu, dass die Moschee eine bedeutende Rolle für den Islam in Deutschland spielen konnte. Obwohl die Berlin Muslim Mission bescheidene Missionserfolge erzielte, konnte keine kontinuierliche deutsche Gemeinde etabliert werden.
Heute kämpft die Moscheegemeinde mit Geldnöten ums Überleben und den Erhalt der Moschee. Zeitweise gab es in Hamburg eine Zweiggemeinde.

### Niederlande
Die Lahore-Ahmadiyya-Bewegung in den Niederlanden.
Die Lahore-Indonesien-Holland-Route
Die Geschichte der Lahore-Ahmadiyya-Bewegung in den Niederlanden beginnt gewissermaßen in Indonesien. In den frühen 1930er Jahren war Mirza Wali Ahmad Baig Missionsleiter in Indonesien. Der indonesische Intellektuelle Soedewo übersetzte die englische Ausgabe des Koran von Maulana Muhammad Ali in den Jahren 1934 bis 1938. 1939 gründete Mirza Wali Baig den ersten Missionsposten in Holland und nahm in Den Haag seine missionarische Arbeit mit Vorträgen und Gebetsversammlungen auf. Der Zweite Weltkrieg unterbrach aber bald alle Aktivitäten, die erst im Jahr 1950 wiederaufgenommen werden konnten. Im Jahre 1961 wurde das „Institut für islamische Studien in Europa“ eröffnet und im März 2005 wurde eine Neuübersetzung des Korans veröffentlicht.
Die Lahore-Suriname-Holland-Route

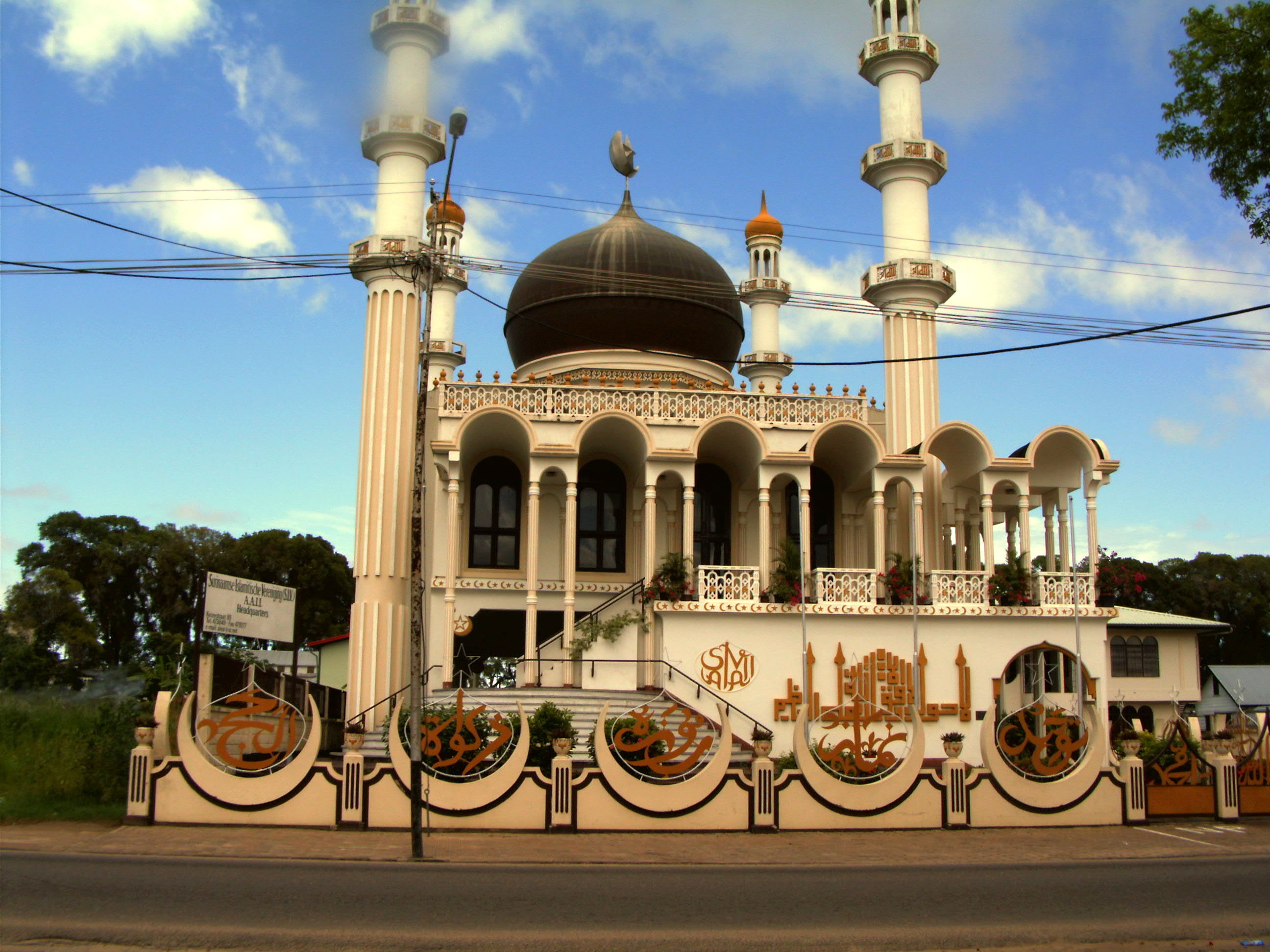
Moschee in Paramaribo, Suriname

Ein großer Arbeitskräftemangel auf den niederländischen Plantagen in Westindien führte zu einer erheblichen Migration indischer Vertragsarbeiter zu den westindischen Inseln. Am 4. Juni 1873 erreichte die erste Schiffsladung mit Arbeitern aus übervölkerten Teilen Indiens den Hafen von Paramaribo. Im Gegensatz zu den früheren britischen Kolonien, in denen die Muslime alles Britische übernommen haben und die Sprache Hindustans längst verloren haben, ist in den ehemaligen niederländischen Kolonien die Urdu-Sprache in Form des Suriname-Dialektes bis heute gebräuchlich.
Im Jahre 1929 bauten die Neuankömmlinge eine Moschee in Paramaribo aus Holz, die mehr als 60 Jahre später durch einen festen Bau ersetzt wurde. Die staatlich anerkannte Moschee-Gemeinschaft „Suriname Islamische Vereinigung (SIV)“ suchte Unterstützung und fand sie in Maulvi Amir Ali, welcher im Ahmadiyya-Zentrum in Lahore ausgebildet und geschult worden war. Zuständig für Trinidad und Guyana übernahm er 1935 für ein Jahr die Schulung der Gemeinde in Paramaribo. Andere Missionare folgten und festigten die Gemeinden in Trinidad, Guyana und Suriname.
Vor allem seit Surinam 1975 ein unabhängiger Staat wurde, unternahmen viele Muslime, welche ursprünglich vom indischen Subkontinent oder aus Indonesien stammten, eine erneute Hidschra und siedelten nach Europa in die Niederlande über. Um das Jahr 1976 entstanden in Holland nicht weniger als fünf Lahore-Ahmadiyya-Gemeinden mit eigenen Zentren und Bethäusern im selben Jahr in Den Haag, Utrecht, Rotterdam, Amsterdam und Arnheim.
Niederlande heute
Heute bestehen kleine Moscheegemeinden in Amsterdam, Den Haag, Rotterdam und Utrecht.

### Südafrika
Khwaja Kamal ud-Din und Lord Headley unternahmen eine erste Missionsreise nach Südafrika im Jahr 1926. Seit den späten 1950er Jahren gibt es in Kapstadt eine kleine Zweigstelle der AAIIL.
Der „South Africa Ahmadiyya Court Case“
In Südafrika wurde eine gerichtliche Auseinandersetzung über den Status der Lahore-Ahmadis geführt, die aber von den Gegnern verloren wurde. Anlass war ein öffentlicher Spendenaufruf der „Ahmadiyya Anjuman Ishaat Islam Lahore South Africa“ für den Bau eines islamischen Zentrums im Mai 1982. Der „Muslim Judicial Council“ (MJC) bestritt, dass „die Ahmadiyya kein islamisches Zentrum oder eine Moschee bauen könnten, da diese Einrichtungen und Moscheen nicht von Ungläubigen gebaut werden können“, und wollte durch die Stadtverwaltung unterbunden wissen, dass die Ahmadiyya im Namen des Islams eine Spendenkampagne durchführe. Daraufhin strengte im Oktober 1982 ein Lahore-Ahmadi ein Zivilprozess an, um seine Rechte als Muslim einzuklagen. Dabei ging es auch darum, dass den Lahore-Ahmadis der Zutritt zu Moscheen und islamischen Friedhöfen verweigert wurde.
Der sich über drei Jahre hinziehende Fall erlangte internationales Aufsehen, wobei auch prominente Zeugen aus Pakistan gehört wurden. Im abschließenden Urteil am 20. November 1985 wurde der Anspruch bestätigt, dass ein Mitglied der AAIIL als Muslim anzusehen sei und ihm folglich auch alle Rechte als Muslim zustünden.
siehe auch: Geschichte der Ahmadiyya

## Ziele
Nach Manfred Backhausen konnte das Ziel „Menschen des Westens den Islam näher zu bringen“ bedingt erreicht werden, doch zu keiner Zeit gab es eine kontinuierliche deutsche Gemeinde in der Berliner Moschee. Dazu war die Zahl der gewonnenen Konvertiten zu gering und die Moschee blieb fast ausschließlich Gebetsstätte für ausländische Muslime in Berlin. Erschwerend kam hinzu, dass durch die Masseneinwanderung von Muslimen in Deutschland die Berliner Moschee ihre zentrale Rolle verloren hat.

## Publikationen
The Islamic Review
Offizielles Magazin der Woking Muslim Mission von 1913 bis 1968.
Moslemische Revue
Offizielles Magazin der Berlin Muslim Mission von 1924 bis 1926 und 1929 bis 1940
Islam heute
Nachfolge-Zeitschrift der „Moslemische Revue“, erscheint unregelmäßig